# Прва истарска бригада
Прва истарска народноослободилачка бригада „Владимир Гортан“ формирана је 10. априла 1944. наредбом Оперативног штаба за Истру, а постројена на Учки још 1. априла 1944. године. У саставу бригаде налазила су се три батаљона. У тренутку оснивања, имала је 683 борца. У састав бригаде ушао је и италијански батаљон „Пино Будицин“. Од 29. августа 1944. године, ушла је у састав новоформиране 43. истарске дивизије НОВЈ.
Прва бригада под тим именом била је први пут формирана 24. септембра 1943. године, након капитулације Италије и привременог ослобођења Истре од стране НОВЈ. Постојала је до октобра 1943. године, када је престала с деловањем услед немачке офанзиве.
Командант бригаде био је Витомир Широла, а политички комесар Драгомир Бенчић, обојица народни хероји.

## Борбени пут бригаде
Бригада је вршила акције на подручју целе Истре. Током јуна 1944. године, извршила је нападе на непријатељске гарнизоне у Лупоглаву, Пићну и Грачишћу, Шумберу и Св. Недјељи, а дејствовањем у Лабинштини, проширила је ослобођену територију.
На темељу одлуке о извлачењу партизанских јединица из Истре, ноћу 23/24. августа 1944, бригада је прешла пругу Ријека–Трст и, формирањем 43. истарске дивизије, ушла у њен састав.
Дејствовала је на подручју Горског котара, Истре, Словеначког приморја и Кордуна. У завршним операцијама за ослобођење Југославије, водила је борбе у позадини на комуникацији Сењ–Огулин–Генералски Стол, те у подручју Босиљево–Гомирје.
Почетком априла 1945. године, избила је на комуникацију Делнице–Локве, а према Истри је кренула 25. априла из Чабарске Полице преко Илирске Бистрице и Подграда. У ноћи 29/30. априла, уништила је немачки гарнизон у Мраковшчини, а 6. маја предао јој се гарнизон у Пазину. Њене јединице су 8. маја 1945. свечано ушле у Пулу.

## Одликовања
Прва истарска бригада је одликована Орденом народног ослободођења, а њен италијански батаљон „Пино Будицин“ Орденом заслуга за народ са златном звездом.